# Liga Campionilor 2024-2025
Sezonul 2024-2025 al Ligii Campionilor UEFA a fost cea de-a 70-a ediție a celei mai importante competiții de fotbal intercluburi din Europa, și al 33-lea sezon de la redenumirea competiției din Cupa Campionilor Europeni în Liga Campionilor UEFA. Acesta este primul sezon desfășurat sub un nou format, în care în faza ligii fiecare echipă joacă opt meciuri împotriva unor adversari diferiți, dar toate cele 36 de echipe sunt clasate într-o grupă comună.
Finala a avut loc pe 31 mai 2025 pe stadionul Allianz Arena din München, Germania. Câștigătorea Ligii Campionilor 2024-2025 se va califica automat în faza ligii Ligii Campionilor 2025-2026, în Cupa Intercontinentală FIFA 2025, în Campionatul Mondial al Cluburilor FIFA 2029 și va juca în Supercupa Europei 2025 împotriva câștigătoarei UEFA Europa League 2024-2025.
Real Madrid este campioana în exercițiu, după ce în sezonul trecut a cucerit al 15-lea său trofeu, un record.

## Locurile alocate pentru fiecare asociație
Un total de 81 de echipe din 53 din cele 55 de asociații membre UEFA (fără Liechtenstein,[Notă LIE] care nu organizează o ligă internă și Rusia[Notă RUS]) participă în Liga Campionilor 2024–2025. Clasamentul asociațiilor bazat pe Coeficienții țării UEFA a fost utilizat pentru a determina numărul de echipe participante pentru fiecare asociație:
- Asociațiile 1-5 au câte patru echipe calificate.
- Asociația 6 are trei echipe calificate.
- Asociațiile 7-15 au câte două echipe calificate.
- Asociațiile 16–55 (cu excepția Liechtensteinului[Notă LIE] și Rusiei[Notă RUS]) au câte o echipă calificată.
- Câștigătoarele Ligii Campionilor 2023-2024 și UEFA Europa League 2023-2024 primesc fiecare un loc automat dacă nu se califică în Liga Campionilor 2024-2025 prin intermediul ligii lor interne.
- Cele două asociații care obțin cele mai multe puncte de coeficient în sezonul 2023-2024 au fiecare câte un loc adițional în faza ligii. Câștigătoarele Ligii Campionilor și Europa League nu pot ocupa aceste locuri.

### Clasamentul asociațiilor
Pentru ediția 2023-2024 a Ligii Campionilor UEFA, asociațiilor li s-au alocat locurile potrivit coeficienților UEFA ai fiecărei țări din 2023, care se bazează pe performanțele lor în competițiile europene între sezoanele 2018-19 și 2022-23. Tabelul reflectă suspendarea aplicată Rusiei de către UEFA.
În afară de alocarea pe baza coeficienților de țară, asociațiile pot avea echipe suplimentare care participă în Liga Campionilor, după cum se menționează mai jos:
- (EPS) – European Performance Spot, locurile suplimentare pentru asociațiile care s-au clasat în primele două poziții ale coeficienților UEFA 2023-2024
- (C) – Loc suplimentar pentru deținătoarea titlului Ligii Campionilor UEFA
- (EL) – Loc suplimentar pentru deținătoarea titlului UEFA Europa League

| Poziție | Asociație     | Coef.   | Echipe | Note        |
| ------- | ------------- | ------- | ------ | ----------- |
| 1       | Anglia        | 109,570 | 4      |             |
| 2       | Spania        | 92,998  | 4      |             |
| 3       | Germania      | 82,481  | 4      | +1 (EPS)    |
| 4       | Italia        | 81,926  | 4      | +1 (EPS)    |
| 5       | Franța        | 61,164  | 4      |             |
| 6       | Țările de Jos | 59,900  | 3      |             |
| 7       | Portugalia    | 56,216  | 2      |             |
| 8       | Belgia        | 42,200  | 2      |             |
| 9       | Scoția        | 36,400  | 2      |             |
| 10      | Austria       | 34,000  | 2      |             |
| 11      | Serbia        | 32,375  | 2      |             |
| 12      | Turcia        | 32,100  | 2      |             |
| 13      | Elveția       | 31,675  | 2      |             |
| 14      | Ucraina       | 29,500  | 2      |             |
| 15      | Cehia         | 29,050  | 2      |             |
| 16      | Norvegia      | 29,000  | 1      |             |
| 17      | Danemarca     | 27,825  | 1      |             |
| 18      | Rusia         | 26,215  | 0      | Notă RUS[›] |
| 19      | Croația       | 25,400  | 1      |             |

| Poziție | Asociație         | Coef.  | Echipe | Note        |
| ------- | ----------------- | ------ | ------ | ----------- |
| 20      | Grecia            | 25,225 | 1      |             |
| 21      | Israel            | 25,000 | 1      |             |
| 22      | Cipru             | 24,475 | 1      |             |
| 23      | Suedia            | 23,750 | 1      |             |
| 24      | Polonia           | 20,750 | 1      |             |
| 25      | Ungaria           | 20,625 | 1      |             |
| 26      | România           | 20,500 | 1      |             |
| 27      | Bulgaria          | 20,000 | 1      |             |
| 28      | Slovacia          | 19,750 | 1      |             |
| 29      | Azerbaidjan       | 16,625 | 1      |             |
| 30      | Kazahstan         | 12,625 | 1      |             |
| 31      | Slovenia          | 12,500 | 1      |             |
| 32      | Republica Moldova | 12,250 | 1      |             |
| 33      | Kosovo            | 11,041 | 1      |             |
| 34      | Liechtenstein     | 11,000 | 0      | Notă LIE[›] |
| 35      | Letonia           | 10,625 | 1      |             |
| 36      | Republica Irlanda | 10,375 | 1      |             |
| 37      | Finlanda          | 10,200 | 1      |             |
| 38      | Lituania          | 10,000 | 1      |             |

| Poziție | Asociație             | Coef. | Echipe | Note |
| ------- | --------------------- | ----- | ------ | ---- |
| 39      | Armenia               | 9,875 | 1      |      |
| 40      | Belarus               | 9,875 | 1      |      |
| 41      | Bosnia și Herțegovina | 9,750 | 1      |      |
| 42      | Luxemburg             | 9,000 | 1      |      |
| 43      | Insulele Feroe        | 8,750 | 1      |      |
| 44      | Irlanda de Nord       | 8,583 | 1      |      |
| 45      | Malta                 | 8,250 | 1      |      |
| 46      | Georgia               | 8,000 | 1      |      |
| 47      | Estonia               | 7,582 | 1      |      |
| 48      | Islanda               | 7,250 | 1      |      |
| 49      | Albania               | 6,250 | 1      |      |
| 50      | Țara Galilor          | 6,166 | 1      |      |
| 51      | Gibraltar             | 5,791 | 1      |      |
| 52      | Macedonia de Nord     | 5,500 | 1      |      |
| 53      | Andorra               | 5,165 | 1      |      |
| 54      | Muntenegru            | 4,750 | 1      |      |
| 55      | San Marino            | 1,999 | 1      |      |

### Echipe participante
Etichetele din paranteze indică modul în care fiecare echipă s-a calificat pentru locul din runda de start:
- C: Deținătoarea titlului Ligaii Campionilor
- EL: Deținătoarea titlului Europa League
- 1, 2, 3, 4, etc.: Pozițiile în campionat din sezonul precedent
- EPS: Punctele de performanță europeană acordate cluburilor din cele 2 asociații cu cele mai multe puncte de coeficient în 2023-24

Al doilea tur de calificare, al treilea tur de calificare și runda play-off sunt împărțite în Ruta Campioanelor (CA) și Ruta Non-campioanelor (NC). 
| Faza ligii                   | Faza ligii | Real Madrid (1)C         | Atalanta (4)EL           | Manchester City (1)     | Arsenal (2)               |  |  |
| Faza ligii                   | Faza ligii | Liverpool (3)            | Aston Villa (4)          | Barcelona (2)           | Girona (3)                |  |  |
| Faza ligii                   | Faza ligii | Atlético Madrid (4)      | Bayer Leverkusen (1)     | VfB Stuttgart (2)       | München (3)               |  |  |
| Faza ligii                   | Faza ligii | RB Leipzig (4)           | Borussia Dortmund (5)EPS | Inter Milano (1)        | AC Milan (2)              |  |  |
| Faza ligii                   | Faza ligii | Juventus (3)             | Bologna (5)EPS           | Paris Saint-Germain (1) | Monaco (2)                |  |  |
| Faza ligii                   | Faza ligii | Brest (3)                | PSV Eindhoven (1)        | Feyenoord (2)           | Sporting CP (1)           |  |  |
| Faza ligii                   | Faza ligii | Benfica (2)              | Club Brugge (1)          | Celtic (1)              | Sturm Graz (1)            |  |  |
| Faza ligii                   | Faza ligii | Șahtar Donețk (1)        |                          |                         |                           |  |  |
|                              |            |                          |                          |                         |                           |  |  |
| Runda play-off               | CA         | Steaua Roșie Belgrad (1) | Galatasaray (1)          | Young Boys (1)          | Dinamo Zagreb (1)         |  |  |
|                              |            |                          |                          |                         |                           |  |  |
| AL treilea tur de calificare | NC         | Lille (4)                | Twente (3)               | Union SG (2)            | Rangers (2)               |  |  |
| AL treilea tur de calificare | NC         | Red Bull Salzburg (2)    | Slavia Praga (2)         |                         |                           |  |  |
|                              |            |                          |                          |                         |                           |  |  |
| Al doilea tur de calificare  | CA         | Sparta Praga (1)         | Bodø/Glimt (1)           | Midtjylland (1)         | PAOK (1)                  |  |  |
| Al doilea tur de calificare  | CA         | Maccabi Tel Aviv (1)     | APOEL (1)                | Malmö FF (1)            | Jagiellonia Białystok (1) |  |  |
| Al doilea tur de calificare  | CA         | Ferencváros (1)          | Qarabağ (1)              |                         |                           |  |  |
| Al doilea tur de calificare  | NC         | Partizan (2)             | Fenerbahçe (2)           | Lugano (2)              | Dinamo Kiev (2)           |  |  |
|                              |            |                          |                          |                         |                           |  |  |
| Primul tur de calificare     | CA         | FCSB (1)                 | Ludogoreț Razgrad (1)    | Slovan Bratislava (1)   | Ordabasî (1)              |  |  |
| Primul tur de calificare     | CA         | Celje (1)                | Petrocub Hîncești (1)    | Ballkani (1)            | RFS (1)                   |  |  |
| Primul tur de calificare     | CA         | Shamrock Rovers (1)      | HJK (1)                  | Panevėžys (1)           | Pyunik (1)                |  |  |
| Primul tur de calificare     | CA         | Dinamo Minsk (1)         | Borac Banja Luka (1)     | Differdange 03 (1)      | KÍ (1)                    |  |  |
| Primul tur de calificare     | CA         | Larne (1)                | Ħamrun Spartans (1)      | Dinamo Batumi (1)       | Flora (1)                 |  |  |
| Primul tur de calificare     | CA         | Víkingur Reykjavík (1)   | Egnatia (1)              | The New Saints (1)      | Lincoln Red Imps (1)      |  |  |
| Primul tur de calificare     | CA         | Struga (1)               | UE Santa Coloma (1)      | Dečić (1)               | Virtus (1)                |  |  |

Note
1. ^ Liechtenstein (LIE): Cele șapte echipe afiliate la Asociația de Fotbal a Liechtensteinului (LFV) joacă toate în sistemul elvețian de fotbal. Singura competiție organizată de LFV este Cupa Liechtensteinului, câștigătorii cărora se califică în UEFA Conference League.
2. ^ Rusia (RUS): La 28 februarie 2022, cluburile de fotbal rusești și echipele naționale au fost suspendate din competițiile FIFA și UEFA din cauza invaziei ruse a Ucrainei din 2022.[7][8]

## Calendar
Programul competiției este după cum urmează. În comparație cu sezoanele trecute, va fi introdusă o „săptămână exclusivă” în care joia va fi, de asemenea, o zi de meci. Toate meciurile din celelalte săptămâni se vor juca marți și miercuri, cu excepția finalei.
| Fază              | Runda                          | Data tragerii la sorți | Manșa tur                             | Manșa retur                           |
| ----------------- | ------------------------------ | ---------------------- | ------------------------------------- | ------------------------------------- |
| Calificări        | Primul tur de calificare       | 18 iunie 2024          | 9–10 iulie 2024                       | 16–17 iulie 2024                      |
| Calificări        | Al doilea tur de calificare    | 19 iunie 2024          | 23–24 iulie 2024                      | 30–31 iulie 2024                      |
| Calificări        | Al treilea tur de calificare   | 22 iulie 2024          | 6–7 august 2024                       | 13 august 2024                        |
| Calificări        | Runda play-off                 | 5 august 2024          | 20–21 august 2024                     | 27–28 august 2024                     |
| Faza ligii        | Meciul 1                       | 29 august 2024         | 17–19 septembrie 2024                 | 17–19 septembrie 2024                 |
| Faza ligii        | Meciul 2                       | 29 august 2024         | 1–2 octombrie 2024                    | 1–2 octombrie 2024                    |
| Faza ligii        | Meciul 3                       | 29 august 2024         | 22–23 octombrie 2024                  | 22–23 octombrie 2024                  |
| Faza ligii        | Meciul 4                       | 29 august 2024         | 5–6 noiembrie 2024                    | 5–6 noiembrie 2024                    |
| Faza ligii        | Meciul 5                       | 29 august 2024         | 26–27 noiembrie 2024                  | 26–27 noiembrie 2024                  |
| Faza ligii        | Meciul 6                       | 29 august 2024         | 10–11 decembrie 2024                  | 10–11 decembrie 2024                  |
| Faza ligii        | Meciul 7                       | 29 august 2024         | 21–22 ianuarie 2025                   | 21–22 ianuarie 2025                   |
| Faza ligii        | Meciul 8                       | 29 august 2024         | 28–29 ianuarie 2025                   | 28–29 ianuarie 2025                   |
| Faza eliminatorie | Play-off-ul fazei eliminatorii | 31 ianuarie 2025       | 11–12 februarie 2025                  | 18–19 februarie 2025                  |
| Faza eliminatorie | Optimi de finală               | 21 februarie 2025      | 4–5 martie 2025                       | 11–12 martie 2025                     |
| Faza eliminatorie | Sferturi de finală             | 21 februarie 2025      | 8–9 aprilie 2025                      | 15–16 aprilie 2025                    |
| Faza eliminatorie | Semifinale                     | 21 februarie 2025      | 29–30 aprilie 2025                    | 6–7 mai 2025                          |
| Faza eliminatorie | Finala                         | 21 februarie 2025      | 31 mai 2025 pe Allianz Arena, München | 31 mai 2025 pe Allianz Arena, München |

## Calificări

### Primul tur de calificare
Tragerea la sorți pentru primul tur de calificare a avut loc pe 18 iunie 2024. Un total de 28 de echipe au jucat în primul tur de calificare. Manșele tur s-au disputat pe 9 și 10 iulie, iar cele retur pe 16 și 17 iulie 2024. Câștigătoarele au trecut în cel de-al doilea tur de calificare, pe Ruta Campioanelor. 12 din 14 pierzătoare au fost transferate în cel de-al doilea tur de calificare al Conference League, pe Ruta Campioanelor, în timp ce două au fost transferate direct în cel de-al treilea tur de calificare al Conference League, pe Ruta Campioanelor.
| Echipa 1           | Scor gen.        | Echipa 2          | Tur | Retur      |
| ------------------ | ---------------- | ----------------- | --- | ---------- |
| Slovan Bratislava  | 6–3              | Struga            | 4–2 | 2–1        |
| The New Saints     | 4–1              | Dečić             | 3–0 | 1–1        |
| Borac Banja Luka   | 2–2 (4–1 d.l.d.) | Egnatia           | 1–0 | 1–2 (d.p.) |
| Ħamrun Spartans    | 1–1 (4–5 d.l.d.) | Lincoln Red Imps  | 0–1 | 1–0 (d.p.) |
| UE Santa Coloma    | 2–2 (6–5 d.l.d.) | Ballkani          | 1–2 | 2–1 (d.p.) |
| Flora              | 1–7              | Celje             | 0–5 | 1–2        |
| KÍ                 | 2–0              | Differdange 03    | 2–0 | 0–0        |
| Panevėžys          | 4–1              | HJK               | 3–0 | 1–1        |
| RFS                | 7–0              | Larne             | 3–0 | 4–0        |
| Víkingur Reykjavík | 1–2              | Shamrock Rovers   | 0–0 | 1–2        |
| Virtus             | 1–11             | FCSB              | 1–7 | 0–4        |
| Ludogoreț Razgrad  | 3–2              | Dinamo Batumi     | 3–1 | 0–1        |
| Ordabasî           | 0–1              | Petrocub Hîncești | 0–0 | 0–1        |
| Dinamo Minsk       | 1–0              | Pyunik            | 0–0 | 1–0        |

1. ↑  Ordinea manșelor a fost inversată după tragerea la sorți inițială.

### Al doilea tur de calificare
Tragerea la sorți pentru cel de-al doilea tur de calificare a avut loc pe 19 iunie 2024. Un total de 28 de echipe au jucat în al doilea tur de calificare. Manșele tur s-au disputat pe 23 și 24 iulie, iar cele retur pe 30 și 31 iulie 2024. Câștigătoarele au avansat în cel de-al treilea tur de calificare, pe rutele lor respective. Pierzătoarele de pe ruta campioanelor au fost transferate în cel de-al treilea tur de calificare al Europa League, pe Ruta Campioanelor, în timp ce pierzătoarele de pe ruta non-campioanelor au fost transferate în cel de-al treilea tur de calificare al Europa League, pe Ruta Principală.
| Echipa 1          | Scor gen. | Echipa 2              | Tur | Retur |
| ----------------- | --------- | --------------------- | --- | ----- |
| Ludogoreț Razgrad | 2–1       | Dinamo Minsk          | 2–0 | 0–1   |
| APOEL             | 2–1       | Petrocub Hîncești     | 1–0 | 1–1   |
| Ferencváros       | 7–1       | The New Saints        | 5–0 | 2–1   |
| PAOK              | 4–2       | Borac Banja Luka      | 3–2 | 1–0   |
| Bodø/Glimt        | 7–1       | RFS                   | 4–0 | 3–1   |
| Malmö FF          | 6–4       | KÍ                    | 4–1 | 2–3   |
| Shamrock Rovers   | 2–6       | Sparta Praga          | 0–2 | 2–4   |
| UE Santa Coloma   | 0–4       | Midtjylland           | 0–3 | 0–1   |
| Celje             | 1–6       | Slovan Bratislava     | 1–1 | 0–5   |
| Panevėžys         | 1–7       | Jagiellonia Białystok | 0–4 | 1–3   |
| Lincoln Red Imps  | 0–7       | Qarabağ               | 0–2 | 0–5   |
| FCSB              | 2–1       | Maccabi Tel Aviv      | 1–1 | 1–0   |

| Echipa 1    | Scor gen. | Echipa 2   | Tur | Retur |
| ----------- | --------- | ---------- | --- | ----- |
| Lugano      | 4–6       | Fenerbahçe | 3–4 | 1–2   |
| Dinamo Kiev | 7–2       | Partizan   | 6–2 | 1–0   |

### Al treilea tur de calificare
Tragerea la sorți pentru cel de-al treilea tur de calificare a avut loc pe 22 iulie 2024. Un total de 20 de echipe au jucat în al treilea tur de calificare. Manșele tur s-au disputat pe 6 și 7 august, iar cele retur pe 13 august 2024. Pierzătoarele de pe ruta campioanelor au fost transferate în runda play-off a Europa League, în timp ce pierzătoarele de pe ruta non-campioanelor au fost transferate în faza ligii a Europa League.
| Echipa 1              | Scor gen. | Echipa 2          | Tur | Retur |
| --------------------- | --------- | ----------------- | --- | ----- |
| Qarabağ               | 8–4       | Ludogoreț Razgrad | 1–2 | 7–2   |
| Slovan Bratislava     | 2–0       | APOEL             | 2–0 | 0–0   |
| Sparta Praga          | 4–3       | FCSB              | 1–1 | 3–2   |
| Malmö FF              | 6–5       | PAOK              | 2–2 | 4–3   |
| Midtjylland           | 3–1       | Ferencváros       | 2–0 | 1–1   |
| Jagiellonia Białystok | 1–5       | Bodø/Glimt        | 0–1 | 1–4   |

| Echipa 1          | Scor gen. | Echipa 2             | Tur | Retur |
| ----------------- | --------- | -------------------- | --- | ----- |
| Slavia Praga      | 4–1       | Union Saint-Gilloise | 3–1 | 1–0   |
| Lille             | 3–2       | Fenerbahçe           | 2–1 | 1–1   |
| Dinamo Kiev       | 3–1       | Rangers              | 1–1 | 2–0   |
| Red Bull Salzburg | 5–4       | Twente               | 2–1 | 3–3   |

### Runda play-off
Tragerea la sorți pentru runda play-off a avut loc pe 5 august 2024. Un total de 14 de echipe au jucat în runda play-off. Manșele tur s-au disputat pe 20 și 21 august, iar cele retur pe 27 și 28 august 2024. Câștigătoarele s-au calificat în faza ligii, în timp ce pierzătoarele au fost transferate în faza ligii a Europa League.
| Echipa 1      | Scor gen. | Echipa 2             | Tur | Retur |
| ------------- | --------- | -------------------- | --- | ----- |
| Young Boys    | 4–2       | Galatasaray          | 3–2 | 1–0   |
| Dinamo Zagreb | 5–0       | Qarabağ              | 3–0 | 2–0   |
| Midtjylland   | 3–4       | Slovan Bratislava    | 1–1 | 2–3   |
| Bodø/Glimt    | 2–3       | Steaua Roșie Belgrad | 2–1 | 0–2   |
| Malmö FF      | 0–4       | Sparta Praga         | 0–2 | 0–2   |

| Echipa 1    | Scor gen. | Echipa 2          | Tur | Retur |
| ----------- | --------- | ----------------- | --- | ----- |
| Lille       | 3–2       | Slavia Praga      | 2–0 | 1–2   |
| Dinamo Kiev | 1–3       | Red Bull Salzburg | 0–2 | 1–1   |

## Faza ligii
Tragerea la sorți pentru faza ligii a avut loc pe 29 august 2024.
Șaisprezece cluburi vor fi campioane naționale. Toate echipele vor debuta în faza inaugurală a ligii, în timp ce Aston Villa, Bologna, Brest și Girona vor debuta de la introducerea fazei grupelor. De asemenea, Brest și Girona își vor face debutul în competițiile europene.
Echipele calificate
| Urna 1 - Real Madrid CC: 136,000 - Manchester City CC: 148,000 - Bayern München CC: 144,000 - Paris Saint-Germain CC: 116,000 - Liverpool CC: 114,000 - Inter Milano CC: 101,000 - Borussia Dortmund CC: 97,000 - RB Leipzig CC: 97,000 - Barcelona CC: 91,000 | Urna 2 - Bayer Leverkusen CC: 90,000 - Atlético Madrid CC: 89,000 - Atalanta CC: 81,000 - Juventus CC: 80,000 - Benfica CC: 79,000 - Arsenal CC: 72,000 - Club Brugge CC: 64,000 - Șahtar Donețk CC: 63,000 - Milan CC: 59,000 | Urna 3 - Feyenoord CC: 57,000 - Sporting CP CC: 54,500 - PSV Eindhoven CC: 54,000 - Dinamo Zagreb CC: 50,000 - Red Bull Salzburg CC: 50,000 - Lille CC: 47,000 - Steaua Roșie Belgrad CC: 40,000 - Young Boys CC: 34,500 - Celtic CC: 32,000 | Urna 4 - Slovan Bratislava CC: 30,500 - Monaco CC: 24,000 - Sparta Praga CC: 22,500 - Aston Villa CC: 20,860 - Bologna CC: 18,056 - Girona CC: 17,897 - VfB Stuttgart CC: 17,324 - Sturm Graz CC: 14,500 - Brest CC: 13,366 |

### Clasament
| Loc | Echipă            | Pct. | MJ | V | E | Î | GM | GP | DG  | Calificare                                                |
| --- | ----------------- | ---- | -- | - | - | - | -- | -- | --- | --------------------------------------------------------- |
| 1.  | Liverpool         | 21   | 8  | 7 | 0 | 1 | 17 | 5  | +12 | Calificare în optimile de finală (cap de serie)           |
| 2.  | Barcelona         | 19   | 8  | 6 | 1 | 1 | 28 | 13 | +15 | Calificare în optimile de finală (cap de serie)           |
| 3.  | Arsenal           | 19   | 8  | 6 | 1 | 1 | 16 | 3  | +13 | Calificare în optimile de finală (cap de serie)           |
| 4.  | Inter Milano      | 19   | 8  | 6 | 1 | 1 | 11 | 1  | +10 | Calificare în optimile de finală (cap de serie)           |
| 5.  | Atlético Madrid   | 18   | 8  | 6 | 0 | 2 | 20 | 12 | +8  | Calificare în optimile de finală (cap de serie)           |
| 6.  | Leverkusen        | 16   | 8  | 5 | 1 | 2 | 15 | 7  | +8  | Calificare în optimile de finală (cap de serie)           |
| 7.  | Lille             | 16   | 8  | 5 | 1 | 2 | 17 | 10 | +7  | Calificare în optimile de finală (cap de serie)           |
| 8.  | Aston Villa       | 16   | 8  | 5 | 1 | 2 | 13 | 6  | +7  | Calificare în optimile de finală (cap de serie)           |
| 9.  | Atalanta          | 15   | 8  | 4 | 3 | 1 | 20 | 6  | +14 | Calificare în play-off-ul eliminatoriu (cap de serie)     |
| 10. | Dortmund          | 15   | 8  | 5 | 0 | 3 | 22 | 12 | +10 | Calificare în play-off-ul eliminatoriu (cap de serie)     |
| 11. | Real Madrid       | 15   | 8  | 5 | 0 | 3 | 20 | 12 | +8  | Calificare în play-off-ul eliminatoriu (cap de serie)     |
| 12. | Bayern            | 15   | 8  | 5 | 0 | 3 | 20 | 12 | +8  | Calificare în play-off-ul eliminatoriu (cap de serie)     |
| 13. | Milan             | 15   | 8  | 5 | 0 | 3 | 14 | 11 | +3  | Calificare în play-off-ul eliminatoriu (cap de serie)     |
| 14. | PSV               | 14   | 8  | 4 | 2 | 2 | 16 | 12 | +4  | Calificare în play-off-ul eliminatoriu (cap de serie)     |
| 15. | PSG               | 13   | 8  | 4 | 1 | 3 | 14 | 9  | +5  | Calificare în play-off-ul eliminatoriu (cap de serie)     |
| 16. | Benfica           | 13   | 8  | 4 | 1 | 3 | 16 | 12 | +4  | Calificare în play-off-ul eliminatoriu (cap de serie)     |
| 17. | Monaco            | 13   | 8  | 4 | 1 | 3 | 13 | 13 | 0   | Calificare în play-off-ul eliminatoriu (non-cap de serie) |
| 18. | Brest             | 13   | 8  | 4 | 1 | 3 | 10 | 11 | −1  | Calificare în play-off-ul eliminatoriu (non-cap de serie) |
| 19. | Feyenoord         | 13   | 8  | 4 | 1 | 3 | 18 | 21 | −3  | Calificare în play-off-ul eliminatoriu (non-cap de serie) |
| 20. | Juventus          | 12   | 8  | 3 | 3 | 2 | 9  | 7  | +2  | Calificare în play-off-ul eliminatoriu (non-cap de serie) |
| 21. | Celtic            | 12   | 8  | 3 | 3 | 2 | 13 | 14 | −1  | Calificare în play-off-ul eliminatoriu (non-cap de serie) |
| 22. | Manchester City   | 11   | 8  | 3 | 2 | 3 | 18 | 14 | +4  | Calificare în play-off-ul eliminatoriu (non-cap de serie) |
| 23. | Sporting          | 11   | 8  | 3 | 2 | 3 | 13 | 12 | +1  | Calificare în play-off-ul eliminatoriu (non-cap de serie) |
| 24. | Club Brugge       | 11   | 8  | 3 | 2 | 3 | 7  | 11 | −4  | Calificare în play-off-ul eliminatoriu (non-cap de serie) |
| 25. | Dinamo Zagreb     | 11   | 8  | 3 | 2 | 3 | 12 | 19 | −7  |                                                           |
| 26. | Stuttgart         | 10   | 8  | 3 | 1 | 4 | 13 | 17 | −4  |                                                           |
| 27. | Șahtior Donețsk   | 7    | 8  | 2 | 1 | 5 | 8  | 16 | −8  |                                                           |
| 28. | Bologna           | 6    | 8  | 1 | 3 | 4 | 4  | 9  | −5  |                                                           |
| 29. | Steaua Roșie      | 6    | 8  | 2 | 0 | 6 | 13 | 22 | −9  |                                                           |
| 30. | Sturm Graz        | 6    | 8  | 2 | 0 | 6 | 5  | 14 | −9  |                                                           |
| 31. | Sparta Praga      | 4    | 8  | 1 | 1 | 6 | 7  | 21 | −14 |                                                           |
| 32. | RB Leipzig        | 3    | 8  | 1 | 0 | 7 | 8  | 15 | −7  |                                                           |
| 33. | Girona            | 3    | 8  | 1 | 0 | 7 | 5  | 13 | −8  |                                                           |
| 34. | Salzburg          | 3    | 8  | 1 | 0 | 7 | 5  | 27 | −22 |                                                           |
| 35. | Slovan Bratislava | 0    | 8  | 0 | 0 | 8 | 7  | 27 | −20 |                                                           |
| 36. | Young Boys        | 0    | 8  | 0 | 0 | 8 | 3  | 24 | −21 |                                                           |

### Meciuri
| Echipa gazdă         | Scor | Echipa oaspete    |
| -------------------- | ---- | ----------------- |
| Young Boys           | 0–3  | Aston Villa       |
| Juventus             | 3–1  | PSV Eindhoven     |
| Milan                | 1–3  | Liverpool         |
| Bayern München       | 9–2  | Dinamo Zagreb     |
| Real Madrid          | 3–1  | VfB Stuttgart     |
| Sporting CP          | 2–0  | Lille             |
| Sparta Praga         | 3–0  | Red Bull Salzburg |
| Bologna              | 0–0  | Șahtar Donețk     |
| Celtic               | 5–1  | Slovan Bratislava |
| Club Brugge          | 0–3  | Borussia Dortmund |
| Manchester City      | 0–0  | Inter Milano      |
| Paris Saint-Germain  | 1–0  | Girona            |
| Feyenoord            | 0–4  | Bayer Leverkusen  |
| Steaua Roșie Belgrad | 1–2  | Benfica           |
| Monaco               | 2–1  | Barcelona         |
| Atalanta             | 0–0  | Arsenal           |
| Atlético Madrid      | 2–1  | RB Leipzig        |
| Brest                | 2–1  | Sturm Graz        |

| Echipa gazdă      | Scor | Echipa oaspete       |
| ----------------- | ---- | -------------------- |
| Red Bull Salzburg | 0–4  | Brest                |
| VfB Stuttgart     | 1–1  | Sparta Praga         |
| Arsenal           | 2–0  | Paris Saint-Germain  |
| Bayer Leverkusen  | 1–0  | Milan                |
| Borussia Dortmund | 7–1  | Celtic               |
| Barcelona         | 5–0  | Young Boys           |
| Inter Milano      | 4–0  | Steaua Roșie Belgrad |
| PSV Eindhoven     | 1–1  | Sporting CP          |
| Slovan Bratislava | 0–4  | Manchester City      |
| Șahtar Donețk     | 0–3  | Atalanta             |
| Girona            | 2–3  | Feyenoord            |
| Aston Villa       | 1–0  | Bayern München       |
| Dinamo Zagreb     | 2–2  | Monaco               |
| Liverpool         | 2–0  | Bologna              |
| Lille             | 1–0  | Real Madrid          |
| RB Leipzig        | 2–3  | Juventus             |
| Sturm Graz        | 0–1  | Club Brugge          |
| Benfica           | 4–0  | Atlético Madrid      |

| Echipa gazdă        | Scor | Echipa oaspete       |
| ------------------- | ---- | -------------------- |
| Milan               | 3–1  | Club Brugge          |
| Monaco              | 5–1  | Steaua Roșie Belgrad |
| Arsenal             | 1–0  | Șahtar Donețk        |
| Aston Villa         | 2–0  | Bologna              |
| Girona              | 2–0  | Slovan Bratislava    |
| Juventus            | 0–1  | VfB Stuttgart        |
| Paris Saint-Germain | 1–1  | PSV Eindhoven        |
| Real Madrid         | 5–2  | Borussia Dortmund    |
| Sturm Graz          | 0–2  | Sporting CP          |
| Atalanta            | 0–0  | Celtic               |
| Brest               | 1–1  | Bayer Leverkusen     |
| Atlético Madrid     | 1–3  | Lille                |
| Young Boys          | 0–1  | Inter Milano         |
| Barcelona           | 4–1  | Bayern München       |
| Red Bull Salzburg   | 0–2  | Dinamo Zagreb        |
| Manchester City     | 5–0  | Sparta Praga         |
| RB Leipzig          | 0–1  | Liverpool            |
| Benfica             | 1–3  | Feyenoord            |

| Echipa gazdă         | Scor | Echipa oaspete    |
| -------------------- | ---- | ----------------- |
| PSV Eindhoven        | 4–0  | Girona            |
| Slovan Bratislava    | 1–4  | Dinamo Zagreb     |
| Bologna              | 0–1  | Monaco            |
| Borussia Dortmund    | 1–0  | Sturm Graz        |
| Celtic               | 3–1  | RB Leipzig        |
| Liverpool            | 4–0  | Bayer Leverkusen  |
| Lille                | 1–1  | Juventus          |
| Real Madrid          | 1–3  | Milan             |
| Sporting CP          | 4–1  | Manchester City   |
| Club Brugge          | 1–0  | Aston Villa       |
| Șahtar Donețk        | 2–1  | Young Boys        |
| Sparta Praga         | 1–2  | Brest             |
| Bayern München       | 1–0  | Benfica           |
| Inter Milano         | 1–0  | Arsenal           |
| Feyenoord            | 1–3  | Red Bull Salzburg |
| Steaua Roșie Belgrad | 2–5  | Barcelona         |
| Paris Saint-Germain  | 1–2  | Atlético Madrid   |
| VfB Stuttgart        | 0–2  | Atalanta          |

| Echipa gazdă         | Scor | Echipa oaspete      |
| -------------------- | ---- | ------------------- |
| Sparta Praga         | 0–6  | Atlético Madrid     |
| Slovan Bratislava    | 2–3  | Milan               |
| Bayer Leverkusen     | 5–0  | Red Bull Salzburg   |
| Young Boys           | 1–6  | Atalanta            |
| Barcelona            | 3–0  | Brest               |
| Bayern München       | 1–0  | Paris Saint-Germain |
| Inter Milano         | 1–0  | RB Leipzig          |
| Manchester City      | 3–3  | Feyenoord           |
| Sporting CP          | 1–5  | Arsenal             |
| Steaua Roșie Belgrad | 5–1  | VfB Stuttgart       |
| Sturm Graz           | 1–0  | Girona              |
| Monaco               | 2–3  | Benfica             |
| Aston Villa          | 0–0  | Juventus            |
| Bologna              | 1–2  | Lille               |
| Celtic               | 1–2  | Club Brugge         |
| Dinamo Zagreb        | 0–3  | Borussia Dortmund   |
| Liverpool            | 2–0  | Real Madrid         |
| PSV Eindhoven        | 3–2  | Șahtar Donețk       |

| Echipa gazdă      | Scor | Echipa oaspete       |
| ----------------- | ---- | -------------------- |
| Girona            | 0–1  | Liverpool            |
| Dinamo Zagreb     | 0–0  | Celtic               |
| Atalanta          | 2–3  | Real Madrid          |
| Bayer Leverkusen  | 1–0  | Inter Milano         |
| Club Brugge       | 2–1  | Sporting CP          |
| Red Bull Salzburg | 0–3  | Paris Saint-Germain  |
| Șahtar Donețk     | 1–5  | Bayern München       |
| RB Leipzig        | 2–3  | Aston Villa          |
| Brest             | 1–0  | PSV Eindhoven        |
| Atlético Madrid   | 3–1  | Slovan Bratislava    |
| Lille             | 3–2  | Sturm Graz           |
| Milan             | 2–1  | Steaua Roșie Belgrad |
| Arsenal           | 3–0  | Monaco               |
| Borussia Dortmund | 2–3  | Barcelona            |
| Feyenoord         | 4–2  | Sparta Praga         |
| Juventus          | 2–0  | Manchester City      |
| Benfica           | 0–0  | Bologna              |
| VfB Stuttgart     | 5–1  | Young Boys           |

| Echipa gazdă         | Scor | Echipa oaspete    |
| -------------------- | ---- | ----------------- |
| Monaco               | 1–0  | Aston Villa       |
| Atalanta             | 5–0  | Sturm Graz        |
| Atlético Madrid      | 2–1  | Bayer Leverkusen  |
| Bologna              | 2–1  | Borussia Dortmund |
| Club Brugge          | 0–0  | Juventus          |
| Steaua Roșie Belgrad | 2–3  | PSV Eindhoven     |
| Liverpool            | 2–1  | Lille             |
| Slovan Bratislava    | 1–3  | VfB Stuttgart     |
| Benfica              | 4–5  | Barcelona         |
| Șahtar Donețk        | 2–0  | Brest             |
| RB Leipzig           | 2–1  | Sporting CP       |
| Milan                | 1–0  | Girona            |
| Sparta Praga         | 0–1  | Inter Milano      |
| Arsenal              | 3–0  | Dinamo Zagreb     |
| Celtic               | 1–0  | Young Boys        |
| Feyenoord            | 3–0  | Bayern München    |
| Paris Saint-Germain  | 4–2  | Manchester City   |
| Real Madrid          | 5–1  | Red Bull Salzburg |

| Echipa gazdă      | Scor | Echipa oaspete       |
| ----------------- | ---- | -------------------- |
| Aston Villa       | 4–2  | Celtic               |
| Bayer Leverkusen  | 2–0  | Sparta Praga         |
| Borussia Dortmund | 3–1  | Șahtar Donețk        |
| Young Boys        | 0–1  | Steaua Roșie Belgrad |
| Barcelona         | 2–2  | Atalanta             |
| Bayern München    | 3–1  | Slovan Bratislava    |
| Inter Milano      | 3–0  | Monaco               |
| Red Bull Salzburg | 1–4  | Atlético Madrid      |
| Girona            | 1–2  | Arsenal              |
| Dinamo Zagreb     | 2–1  | Milan                |
| Juventus          | 0–2  | Benfica              |
| Lille             | 6–1  | Feyenoord            |
| Manchester City   | 3–1  | Club Brugge          |
| PSV Eindhoven     | 3–2  | Liverpool            |
| Sturm Graz        | 1–0  | RB Leipzig           |
| Sporting CP       | 1–1  | Bologna              |
| Brest             | 0–3  | Real Madrid          |
| VfB Stuttgart     | 1–4  | Paris Saint-Germain  |

## Faze eliminatorii

### Barajele fazei eliminatorii
Prima manșă s-a disputat pe 11 și 12 februarie, iar manșa secundă s-a disputat pe 18 și 19 februarie 2025.
| Echipa 1        | Scor Final | Echipa 2            | Prima manșă | Retur        |
| --------------- | ---------- | ------------------- | ----------- | ------------ |
| Juventus Torino | 3–4        | PSV Eindhoven       | 2–1         | 1–3 (a.e.t.) |
| Stade Brestois  | 0–10       | Paris Saint-Germain | 0–3         | 0–7          |
| Club Brugge     | 5–2        | Atalanta Bergamo    | 2–1         | 3–1          |
| Manchester City | 3–6        | Real Madrid         | 2–3         | 1–3          |
| AS Monaco       | 3–4        | Benfica             | 0–1         | 3–3          |
| Sporting CP     | 0–3        | Borussia Dortmund   | 0–3         | 0–0          |
| Celtic          | 2–3        | Bayern München      | 1–2         | 1–1          |
| Feyenoord       | 2–1        | AC Milan            | 1–0         | 1–1          |

### Optimi de finală
Primele manșe s-au jucat pe 4 și 5 martie, iar manșele secunde pe 11 și 12 martie 2025.
| Echipa 1            | Scor gen.Tooltip Scor general | Echipa 2         | 1st leg | 2nd leg    |
| ------------------- | ----------------------------- | ---------------- | ------- | ---------- |
| Paris Saint-Germain | 1–1 (4–1 d.l.d.)              | Liverpool        | 0–1     | 1–0 (d.p.) |
| Club Brugge         | 1–6                           | Aston Villa      | 1–3     | 0–3        |
| Real Madrid         | 2–2 (4–2 d.l.d.)              | Atlético Madrid  | 2–1     | 0–1 (d.p.) |
| PSV Eindhoven       | 3–9                           | Arsenal          | 1–7     | 2–2        |
| Benfica             | 1–4                           | Barcelona        | 0–1     | 1–3        |
| Borussia Dortmund   | 3–2                           | Lille            | 1–1     | 2–1        |
| Bayern München      | 5–0                           | Bayer Leverkusen | 3–0     | 2–0        |
| Feyenoord           | 1–4                           | Inter Milano     | 0–2     | 1–2        |

### Sferturi de finală
Primele manșe s-au jucat pe 8 și 9 aprilie, iar manșele secunde pe 15 și 16 aprilie 2025.
| Echipa 1            | Scor gen.Tooltip Scor general | Echipa 2          | 1st leg | 2nd leg |
| ------------------- | ----------------------------- | ----------------- | ------- | ------- |
| Paris Saint-Germain | 5–4                           | Aston Villa       | 3–1     | 2–3     |
| Arsenal             | 5–1                           | Real Madrid       | 3–0     | 2–1     |
| Barcelona           | 5–3                           | Borussia Dortmund | 4–0     | 1–3     |
| Bayern München      | 3–4                           | Inter Milano      | 1–2     | 2–2     |

### Semifinală
Primele manșe s-au jucat pe 29 și 30 aprilie, iar manșele secunde pe 6 și 7 mai 2025.
| Echipa 1  | Scor gen.Tooltip Scor general | Echipa 2            | 1st leg | 2nd leg    |
| --------- | ----------------------------- | ------------------- | ------- | ---------- |
| Arsenal   | 1–3                           | Paris Saint-Germain | 0–1     | 1–2        |
| Barcelona | 6–7                           | Inter Milano        | 3–3     | 3–4 (d.p.) |

### Finala
Finala s-a jucat pe 31 mai 2025 pe Allianz Arena din München. Câștigătoarea semifinalei 1 a fost desemnată drept echipă „gazdă” în scopuri administrative.
| Paris Saint-Germain                                           | 5–0    | Inter Milano |
| ------------------------------------------------------------- | ------ | ------------ |
| - Hakimi 12' - Doué 20', 63' - Kvaratskhelia 73' - Mayulu 86' | Raport |              |